# Brasserie De Ryck
Vous pouvez aider à l'améliorer ou bien discuter des problèmes sur sa page de discussion.
- Il ne cite pas suffisamment ses sources. Vous pouvez indiquer les passages à sourcer avec {{référence nécessaire}} ou {{Référence souhaitée}}, et inclure les références utiles en les liant aux notes de bas de page. (Marqué depuis avril 2021)
- Il contient une ou plusieurs listes. Le texte gagnerait à être rédigé sous la forme d’un ou plusieurs paragraphes synthétiques, afin d’être plus agréable à lire. (Marqué depuis avril 2021)

- Archive Wikiwix
- Bing
- Cairn
- DuckDuckGo
- E. Universalis
- Gallica
- Google
- G. Books
- G. News
- G. Scholar
- Persée
- Qwant
- (zh) Baidu
- (ru) Yandex
- (wd) trouver des œuvres sur Wikidata

La Brasserie De Ryck (en néerlandais : Brouwerij De Ryck) est une brasserie familiale belge située à Herzele en province de Flandre-Orientale. Elle produit principalement les bières Arend et Special De Ryck. 

## Histoire
En 1886, Gustaaf De Ryck achète une ferme en face du vieux château et de l’église d’Herzele pour un prix de 5000 francs belges. Il la transforme en une brasserie baptisée De Gouden Arend (en français : L'Aigle d'Or). Il se perfectionne dans son nouveau métier de brasseur en se rendant à Brème en Allemagne. La Première Guerre mondiale stoppe les activités brassicoles. En 1920, la brasserie rouvre et s'appelle désormais la brasserie De Ryck. À l'occasion de cette réouverture, la brasserie crée la Special De Ryck, une bière ambrée brassée avec les 4 ingrédients de base que sont le houblon, le malt, la levure et l'eau. Au décès de Gustaaf De Ryck en 1938, son fils Clément ainsi que ses deux filles poursuivent l'activité brassicole. En 1965, les cousins Gustaaf Jr et Paul De Ryck succèdent à leurs parents. Aujourd'hui, c'est An De Ryck qui dirige l'entreprise qui n'a jamais déménagé. Elle est l'arrière-petite-fille du fondateur Gustaaf, représente la quatrième génération de brasseurs De Ryck et est une des rares femmes brasseurs de Belgique.
La brasserie fait partie de l'association brassicole Belgian Family Brewers.

## Bières
- Special De Ryck, une bière ambrée de fermentation haute titrant 5,5 % en volume d'alcool.
- Arend Blond, une bière blonde de fermentation haute titrant 6,5 % en volume d'alcool.
- Arend Dubbel, une bière brune de fermentation haute titrant 6,5 % en volume d'alcool.
- Arend Tripel, une bière blonde de fermentation haute titrant 8 % en volume d'alcool.
- Arend Winter, une bière ambrée de fermentation haute titrant 6,3 % en volume d'alcool.
- Steenuilke, une bière blonde de fermentation haute titrant 6,5 % en volume d'alcool.
- Jules de Kriek, une bière fruitée de fermentation haute titrant 4,9 % en volume d'alcool.
- Jules de Bananes, une bière fruitée de fermentation haute titrant 4,9 % en volume d'alcool.
- Kriek Fantastiek, une bière fruitée de fermentation haute titrant 4,9 % en volume d'alcool.